# إيفيلين ولز
إيفيلين ولز (بالإنجليزية: Evelyn Wells)‏ هي كاتِبة أمريكية، ولدت في 7 أبريل 1899، وتوفيت في 1984.